# Notodon
Genre
Synonymes
- Bembicidium Rydb.[2]
- Corynella DC.[2]
- Poitea Vent. (préféré par BioLib)[2]
- Sabinea DC.[2]
- Sauvallella Rydb.[2]

Notodon est un genre de plantes à fleurs dicotylédones de la famille des Fabaceae, sous-famille des Faboideae, originaire des Antilles, qui comprend trois espèces acceptées.
Certains auteurs rattachent ces espèces au genre Poitea.

## Liste d'espèces
Selon The Plant List (7 octobre 2018) :
- Notodon cayensis Britton
- Notodon roigii Rydb.
- Notodon savannarum Britton